# カンドゥー幕張新都心
カンドゥー幕張新都心（カンドゥーまくはりしんとしん）は、2013年12月にイオンモール幕張新都心にオープンした、子供が仕事体験できるテーマパークである。

## 概要
コンセプトごとに演出された6つの個性的なエリアに分かれており、様々なアクティビティ（仕事）や食事を楽しめる。施設内のみで利用できるカッチンという疑似通貨を、仕事をすることで得ることができ、それを使ってパーク内で遊ぶこともできる。子供のみならず、大人も参加できるので家族で楽しめるテーマパークである。
パーク滞在中に利用できるレストランが併設されており利用者一人ひとりに席が確保されている。

## 沿革
- 2013年12月にイオンモール幕張新都心にオープン。[1]

米国DCT社が開発し、世界に展開する児童向け仕事体験テーマパーク「カンドゥー」を日本における独占ライセンス保有会社として全国に展開
- カンドゥー幕張新都心開設時の運営会社、株式会社カンドゥージャパンが売上低迷により債務超過となり、2016年6月30日にイオンモールがスポンサーとなって、現運営会社に「カンドゥー」事業を譲渡した。

## 営業時間
- 営業日：年中無休
- 営業時間：ハイシーズン、ローシーズンによって営業時間が異なる。（2015年12月現在）
  - ハイシーズン（土日祝日、春休み、ゴールデウィーク、夏休み、冬休み、およびカンドゥーの定める日）
    1. 10:00～14:30
    2. 15:30～20:00

  - ローシーズン
    - （ハイシーズン以外の日）
      1. 10:00～14:30
      2. 15:30～20:00

## 体験できる仕事
- パイロット（航空）
  - ブランドパートナー：日本航空株式会社
  - フライトシミュレーターを使って飛行機の操縦に挑戦する。
- 客室乗務員
  - ブランドパートナー：日本航空株式会社
  - 機内アナウンスやお飲物のサーブを通して、礼儀やホスピタリティーを学べる。
- スペースセンタークルー
  - 協賛企業：宇宙航空研究開発機構
  - JAXA全面協力の本格的なアクティビティ。宇宙飛行士や司令官とコミュニケーションをとりながら宇宙へとロケットを打ち上げることをミッションとしている。
- 助産師
  - 協賛企業：聖路加看護大学
  - ミルクをあげたり、オムツを換えたり、抱っこをしたり生まれたばかりの赤ちゃんのお世話を体験できる。慈愛の気持ちを育むことが出来る。
- ロードサービス隊員
  - ブランドパートナー：日本自動車連盟
  - ロードサービス隊員になり、車のトラブルで困っている人を助け、お客様の不安な気持ちをなくしてあげる！
- ファッションモデル
  - かわいい衣装を着て、ランウェイでウォーキング&ポージングをするなど、ファッションモデル体験ができる。
- お菓子クリエイター
  - ブランドパートナー：クラシエフーズ株式会社
  - 「ねるねるねるね」の“色が変わる仕組み”を研究し、“膨らむ”仕組みを実験する。自分だけの「ねるねるねるね」を作れる。
- 銀行員・銀行のお客
  - ブランドパートナー：イオン銀行
  - カッチン紙幣を数えたり、両替をしたり、ハンコを押したりと銀行窓口に座って、さまざまなお仕事を体験できる。また、お客さんとして、カッチンを持っていくと市民カードにチャージしてもらえる。
- カフェ店長
  - ブランドパートナー：UCC上島珈琲株式会社
  - カフェ店長となり、お客様に合わせブレンドした珈琲を作る。
- ディレクター・アナウンサー
  - ブランドパートナー：文化放送
  - 生放送をスムーズに進行するため、パーソナリティーに指示をだしたり、音量調整をしたり、オンエアボタンを押したり実際に使われている放送機器を使う本格的なアクティビティー。
- 歯医者・歯科衛生士
  - ブランドパートナー：サンスター
  - 実際に歯医者で使われている本格的な器具を使って、歯医者、歯科衛生士のお仕事を体験できる。
- ドライバー、メカニック
- ブランドパートナー：JAF
- ライセンスを取得し、レースについて学ぶ。みんなの心を一つにすることの大切さを学べるサーキット。
  - ボートレーサー
  - ブランドパートナー：BOAT RACE振興会
  - 未経験から目指せるプロアスリート”ボートレーサーをテーマに、VR技術等のデジタルコンテンツを活用したボートの操縦体験をする。
- ワークショップ
  - 500円金券でハーバリウムボールペンを作れる。
- ビューティーサロン（客）
  - 稼いだカッチンを使ってネイルアートを楽しめる。
- 警察官
  - 警察官になって、カンドゥーの街のパトロールや聞き込み調査、事件捜査を行う。事件の犯人を見つけることをミッションとしている。
- ピザ作り体験
  - 館内にあるインフォメーションにて購入したピザキット（1000円）により具材を自由にトッピングしてオリジナルのピザを作ることができる。
- ダンサー
  - カンドゥー・シアターにてダンサーによる指導のもとダンスを踊る。
- 弁護士
- ブランドパートナー：日本弁護士連合会
  - 弁護士として弁護活動をする。窃盗の疑いをかけられた容疑者を救うため証拠集めを行い、裁判に挑む。
- 科学者
  - ブランドパートナー：株式会社サイエンスエンタテイメント
  - 実験によって様々な発見をし、学ぶ楽しさを教わる。色のついた液体と吸水性ポリマーを混ぜてオリジナルの芳香剤を作る。
- たこ焼き職人
  - ブランドパートナー：株式会社ホットランド
  - 「真心」と「感謝」の気持ちを込めながらたこ焼きを作る。
- アイスクリームメーカー
  - ブランドパートナー：コールド・ストーン・クリーマリー・ジャパン株式会社
  - 歌を歌いながら-9℃に冷やした石板の上でアイスクリームとフルーツ、チョコレートやクッキーをミックスしたオリジナルデザートを作る。
- モノレール運転士
  - 協賛企業：千葉都市モノレール
  - シミュレーターを使った運転士の体験ができる。実際に走っている電車から撮影された映像のため臨場感にあふれている。
- ユーチューバー
  - 人気急上昇中のユーチューバーの仕事を体験できる。「○○をやってみた」など、好きなコンテンツを選んで撮影。撮影した動画は、自分で編集することができ、動画共有サイト「YouTube」のカンドゥーの専用チャンネル上にアップして楽しめる。
- おもちゃ研究所
- ブランドパートナー：キッズパブリック
  - 楽しくおもちゃを研究してバイヤー(保護者)にプレゼンテーション！ このアクティビティは保護者の方にもバイヤー役としてお手伝いをお願いいたします。
  - おしごとアドバイザー・おしごとライター
  - ブランドパートナー：パーソルホールディングス
  - 質問にどんどん答えていくと、あなたに合うおしごとを知ることができます。 お客さま役の保護者の方をご案内し、アドバイザーとして活躍した後は、おしごとライターのおしごとで情報発信しよう！
  - イマーシブファイアファイター
  - 近未来の消防士をイメージしたコスチュームを着用し、専用のデバイスを身に着けてパーク内をパトロール！

## レッツ・カンドゥー!
毎週土曜日8:40 - 8:45に千葉テレビ放送（チバテレ）で放送されているテレビ番組。2017年7月から9月に第一期を放送し、2018年7月より二期を放送。かつて、同局の子供番組である『チュバチュバワンダーランド』で、初代おねえさん（エミおねえさん）を担当していた長谷川恵美を進行役に、アクティビティの紹介を行う。なお、長谷川は2016年に産休のために『チュバチュバワンダーランド』を降板しており、産休明けで同じチバテレの当番組を担当することになった。

## 掲載紙
“「カンドゥー」日本初上陸～イオンモール幕張新都心に１２月２０日（金）グランド・オープン～”. PR TIMES. (2013年12月16日)
“JAXA×カンドゥー共同開発　 JAXA職員のお仕事体験ベニュー「カンドゥー・スペースセンター」　６/１（日）オープン”. 産経ニュース. (2014年5月29日)
“JAXA職員なりきりロケット“打ち上げ””. 47NEWS. (2014年6月3日)
“カンドゥー、新聞記者の仕事体験で「お誕生日新聞」が購入できるサービス開始”. リセマム. (2014年10月17日)